# Disguises
Disguises is een compositie van de Britse componist Jon Lord. Lord is zich bijna geheel aan het componeren van klassieke muziek gaan wijden, maar begon al eind jaren 60 die muziek te componeren. Resultaat was toen het Concerto for Group and Orchestra. Hij werd destijds geholpen door componist Malcolm Arnold met wie hij al die jaren bevriend is gebleven. De muziek die Lord later schreef was nog steeds beïnvloed door Arnold. De gehele compositie is dan ook opgedragen aan die componist. Arnold accepteerde dit, maar heeft de suite nooit gehoord; hij overleed enkele weken later.
De suite bestaat uit drie muzikale portretten voor strijkorkest, origineel was het geschreven voor strijkkwartet:
1. M.a.s.q.u.e. poco adagio – allegro moderato e poco pesante; portret van Malcolm Arnold
2. Music for Miriam (moeder van Jon) – adagio
3. Il Bufone (G.C.) –allegro vivace; portret van een niet nader benoemde vriend van de componist.

## Première
Een gedeeltelijke première vond plaats in Bergen (23 mei 2004) als een compositie in ontwikkeling; pas in 2006 was het werk voltooid.

## Trivia
- Bij afspelen in de pc blijkt dat Jon Lord bekender is als rockmuzikant dan als klassiek componist; het wordt ingedeeld in het eerste genre.